# Abraham Desta
Abraham Desta (ur. 21 marca 1951 w Medea-Sebea) – etiopski duchowny rzymskokatolicki, od 2003 wikariusz apostolski Meki.

## Życiorys
Święcenia kapłańskie przyjął 20 kwietnia 1980. Inkardynowany do eparchii adigrackiej, był rektorem diecezjalnego kolegium, sekretarzem biskupim, a także kanclerzem kurii i sekretarzem generalnym eparchii.
29 stycznia 2003 został mianowany przez papieża Jana Pawła II wikariuszem apostolskim Meki ze stolicą tytularną Horrea Aninici. Sakrę biskupią przyjął 10 maja 2003 z rąk arcybiskupa Berhaneyesusa Demerew Souraphiela.